# Spenser Confidential
Spenser Confidential è un film del 2020 diretto da Peter Berg, alla sua quinta collaborazione col protagonista Mark Wahlberg.
La pellicola è l'adattamento cinematografico del romanzo del 2013 Wonderland scritto da Ace Atkins, a sua volta basato sul personaggio creato da Robert B. Parker e protagonista di vari romanzi polizieschi.

## Trama
Spenser è un ex poliziotto che ha aggredito il suo capo, il capitano Boylan, fatto per cui ha scontato la pena di 5 anni di carcere. Uscito di prigione, Spenser pensa a rifarsi una vita, ma proprio quella notte il capitano viene ucciso e lui è il primo sospettato. Dovrà scagionarsi così dall'accusa trovando il vero colpevole e andando a scavare negli affari poco puliti del capitano, aiutato dal suo nuovo coinquilino, l'aspirante pugile Hawk.

## Produzione
Nel giugno 2018 viene annunciato il progetto insieme alla coppia Berg-Wahlberg come regista e protagonista. Mark Wahlberg ha perso cinque kg nei cinque giorni precedenti alle riprese per interpretare il suo personaggio.
Le riprese del film sono iniziate nel settembre 2018 a Boston.

## Promozione
Il primo trailer del film viene diffuso il 20 gennaio 2020 sul canale YouTube di Netflix.

## Distribuzione
Il film è stato distribuito sulla piattaforma Netflix a partire dal 6 marzo 2020.

### Divieti
Negli Stati Uniti il film è stato vietato ai minori di 17 anni per la presenza di "violenza, linguaggio scurrile e contenuti sessuali".

## Accoglienza
Il film è diventato il terzo più visto di sempre su Netflix, con 85 milioni di visualizzazioni. A fine 2021 risulta essere il nono film più visto dell'anno.

## Riconoscimenti
- 2020 - E! People's Choice Awards[9]
  - Candidatura per la miglior star maschile a Mark Wahlberg
- 2021 - Critics Choice Super Awards[10]
  - Candidatura per la miglior attrice in un film d'azione a Iliza Shlesinger

## Sequel
Nel settembre 2020, il regista Peter Berg ha annunciato che lo sceneggiatore Brian Helgeland ha già scritto la prima stesura per un sequel del film, che verrà realizzato in base alla programmazione di staff ed attori.